# 재러드 해리스
재러드 해리스(Jared Harris, 1961년 8월 24일 ~ )는 AMC의 드라마 《매드맨》의 레인 프라이스, 폭스의 공상과학 드라마 《프린지》의 데이비드 로버트 존스, 넷플릭스의 드라마 《더 크라운》의 조지 6세 역으로 잘 알려진 잉글랜드의 배우이다.

## 작품 목록

### 영화
- 레지던트 이블 2
- 폼페이: 최후의 날 - 루크래셔 역
- 콰이어트 원 - 커플랜드 교수 역
- 박스트롤 - 포틀리 라인드 역(목소리)
- 맨 프롬 UNCLE - 샌더스 역
- 폴터가이스트 - 캐리건 버크 역
- 라스트 페이스
- 어떤 여자들
- 얼라이드
- 모비우스

### 드라마
- 더 크라운(넷플릭스) - 조지 6세 역
- 체르노빌 (드라마)(HBO) - 발레리 레가소프 역